# Mary Elizabeth Lange
Pour les articles homonymes, voir Lange.
Mary Elizabeth Lange (née Elizabeth Clarisse Lange vers 1789 à Saint-Domingue et morte le 3 février 1882 à Baltimore) est une religieuse catholique haïtienne, fondatrice de la première congrégation religieuse noire américaine, les Sœurs oblates de la Providence (en), à Baltimore. Dans le cadre de cette congrégation, elle est également la première mère supérieure afro-américaine.
En 1991, un dossier est déposé pour demander sa canonisation et elle est reconnue comme servante de Dieu. Elle est reconnue vénérable par le pape François en juin 2023.

## Biographie
Lange naît dans l'Ouest de Saint-Domingue vers 1789. Il semblerait que sa mère, Annette Lange, soit la fille d'un propriétaire juif et que son père, Clovis, soit un esclave mulâtre de sa plantation. Elle-même est recensée comme « mulâtre libre ».
La révolution haïtienne pousse la famille à quitter le pays. Lange arrive adolescente aux États-Unis, avec une bonne éducation, mais sans connaissance de l'anglais, ne parlant que français, et surtout célibataire, libre et noire dans le Maryland, qui autorise l'esclavage. Pendant la révolution française, des catholiques européens se rendent également à Baltimore, notamment les pères de l'ordre de Saint-Sulpice. Le prêtre principal est lui-même un réfugié de Saint-Domingue, James Marie Hector Nicholas Joubert de La Muraille (en), et il ouvre un séminaire religieux, une université laïque et une école de catéchisme pour les enfants noirs. Découvrant qu'il est difficile d'enseigner le catéchisme à des enfants qui ne savent pas bien lire, il embauche Lange comme institutrice. En 1828, Joubert et elle ouvrent une école privée pour enfants noirs,. Ils louent une maison au 5, cour Sainte-Marie, où Lange enseigne à onze étudiantes en externat, neuf internes, et trois enfants pauvres recueillies par l'organisation,. Son objectif est d'y proposer la même éducation que dans les écoles privées pour enfants blancs : les élèves y apprennent la musique et l'art ainsi que les matières plus classiques, et plusieurs diplômées ouvrent à leur tour des écoles privées après leurs études.
Lange fait également part à Joubert de sa volonté de servir Dieu en tant que religieuse. À cette époque, aucune infrastructure ne le permet à une femme noire, et elle ouvre donc un couvent pour les femmes afro descendantes sous le nom de Sœurs oblates de la providence. Le 2 juillet 1829, Lange et trois de ses compagnes prononcent leurs vœux et deviennent religieuses. Lange prend le nom de Sœur Marie, ou Sister Mary ; étant mère supérieure de l'ordre des sœurs oblates de la Providence, elle est connue surtout sous le nom de Mère Mary Lange,. L'école prend le nom d'académie Sainte-Françoise et reste ouverte au début du vingt-et-unième siècle à Baltimore.
Lange prend sous son aile de plus en plus d'enfants vagabonds, puis des veuves, et l'école doit s'agrandir. L'archevêque Samuel Eccleston suggère que les femmes du couvent devraient abandonner la vie religieuse et servir Dieu en devenant de bonnes gouvernantes dans les maisons de l'élite de Baltimore, mais Lange s'y oppose. En 1832, la communauté, qui comprend onze religieuses, s'implique dans la lutte contre une épidémie de choléra.
Dans les années 1840, Lange s'engage comme domestique au séminaire Sainte-Marie de Baltimore (en) pour financer l'école. En 1850, elle devient maîtresse des novices (en), un poste qu'elle conserve pendant dix ans.
Un prêtre bavarois, Thaddeus Anwander, s'implique pour aider Lange. Après avoir résisté à la proposition, l'archevêque finit par lui donner la permission de soutenir les Sœurs oblates de la Providence. L'académie Sainte-Françoise continue à grandir, et en 1852, une école pour garçons noirs américains est ouverte. Les sœurs oblates ouvrent des écoles dans plusieurs autres quartiers de Baltimore, puis à Philadelphie, La Nouvelle-Orléans, Saint-Louis, à Washington, au Kansas et enfin une mission à Cuba au cours du dix-neuvième siècle.
Le 3 février 1882, Lange meurt. Elle est enterrée au New Cathedral Cemetery (en) de Baltimore le 6 février 1882.

## Postérité

### Hommages

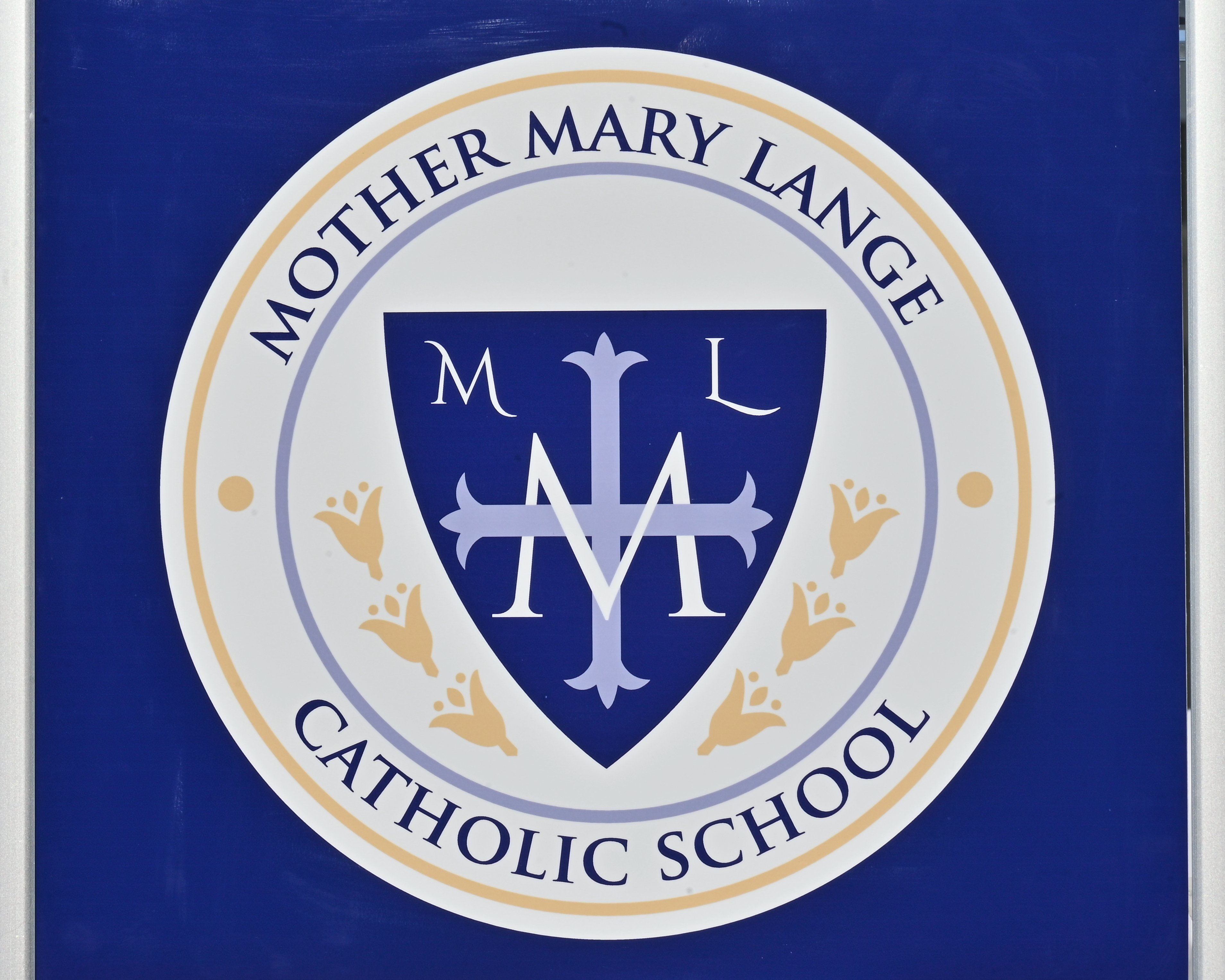
Le blason de la Mother Mary Lange Catholic School.

En 1991, elle intègre le Maryland Women's Hall of Fame pour son travail au sein de l'école.
En août 2021, une école catholique ouvre à Baltimore sous le nom de Mother Mary Lange Catholic School.

### Canonisation
En 1991, le cardinal William Henry Keeler ouvre une enquête formelle sur la vie de Lange en vue d'une possible canonisation. Dans le cadre de cette enquête, elle est nommée servante de Dieu.
En 2004, sa biographie détaillée est envoyée par Waldery Hilgeman au dicastère pour la Cause des Saints. Le 28 mai 2013, toujours dans le cadre de l'enquête, elle est exhumée puis enterrée dans la chapelle des sœurs oblates de la Providence. L'héroïcité de ses vertus est reconnue le 22 juin 2023 par le pape François, elle est ainsi reconnue vénérable.